# 김재윤 (축구 선수)
김재윤(1990년 9월 4일 ~ )은 대한민국의 전 축구 선수이며, 포지션은 미드필더였다. 개명 전 이름은 김성균